# Liliana González
Liliana González (Cali, 1970) è un'attrice colombiana.

## Carriera
Liliana González ha esordito come attrice nel 1993 apparendo soprattutto in serie televisive spagnole, ed ha lavorato per la prima volta in un film nel 2007 interpretando la moglie di Marco Aurelio in L'amore ai tempi del colera. Ha lavorato molto in teatro e in televisione in Sud America, importante la serie televisiva Valentino, el argentino (2008).

## Filmografia

### Cinema
- L'amore ai tempi del colera (Love in the Time of Cholera) (2007)

### Televisione
- Amantes del desierto (2001) - serie TV
- Sofía dame tiempo (1 episodio, 2003) - serie TV
- Luna, la heredera (1 episodio, 2004) - serie TV
- La Saga: Negocio de familia (2004) - serie TV
- Hasta que la plata nos separe (1 episodio, 2006) - serie TV
- Valentino, el argentino (2008) - serie TV